# Tipula (Beringotipula) ingrata
Tipula (Beringotipula) ingrata is een tweevleugelige uit de familie langpootmuggen (Tipulidae). De soort komt voor in het Nearctisch gebied.